# دانش‌آموز خوب
دانش‌آموز خوب (به انگلیسی: The Good Student) یا آقای گیب (به انگلیسی: Mr. Gibb) فیلمی محصول سال ۲۰۰۶ و به کارگردانی دیوید اوستری است. در این فیلم بازیگرانی همچون تیم دالی، هیدن پنیتیر، ویلیام سدلر، دن هدایا، پائولا دیویک، جان گلگر، جونیور، سارا استیل و برایان آنتونی ویلسون ایفای نقش کرده‌اند.